# Cured (film 1912)
Cured è un cortometraggio muto del 1912. Il nome del regista non viene riportato nei credit del film, una commedia prodotta dalla Essanay Film Manufacturing Company di Chicago e interpretata da John Steppling, Mildred Weston e Eleanor Blanchard.

## Produzione
Il film fu prodotto dalla Essanay Film Manufacturing Company.

## Distribuzione
Distribuito dalla General Film Company, il film - un cortometraggio a una bobina - uscì nelle sale cinematografiche statunitensi il 2 aprile 1912. In quello stesso anno, in dicembre, fu distribuito il corto di Mack Sennett A Family Mixup per il quale era stato usato il titolo di lavorazione Cured.